# Adendorp
Adendorp este un oraș din Africa de Sud.